# Kim Jansson
Kim Jansson (ur. 30 października 1981 w Göteborgu) – szwedzki żużlowiec.
Brązowy medalista młodzieżowych indywidualnych mistrzostw Szwecji (Vetlanda 2002). Dwukrotny finalista indywidualnych mistrzostw Szwecji (Eskilstuna 2002 – XVI miejsce, Målilla 2004 – XVII miejsce). Trzykrotny medalista drużynowych mistrzostw Szwecji: dwukrotnie srebrny (2002, 2003) oraz brązowy (2006). Brązowy medalista drużynowych mistrzostw Wielkiej Brytanii (2004). Brązowy medalista drużynowych mistrzostw Finlandii (2006).
W lidze szwedzkiej reprezentował barwy klubów: Kaparna Göteborg (2001–2003, 2005–2007), Gastarna Göteborg (2002–2004), Lejonen Gislaved (2002), Falkarna Mariestad (2003), Piraterna Motala (2006), Team Bikab Eskilstuna (2006, 2008) oraz Smederna Eskilstuna (2006, 2008), w fińskiej – Leijonahaukat HMK-SsMK (2006), w brytyjskiej – Ipswich Witches (2002–2007), natomiast w polskiej – Stal Gorzów Wielkopolski (2006–2007) oraz Start Gniezno (2008).